# Пам'ятки архітектури Ратнівського району
Станом на 1 січня 2009 року у Ратнівському районі Волинської області нараховується 21 пам'ятка архітектури, з яких 10 — національного значення.
| № п/п                  | Найменування пам'ятки (матеріал)     | Адреса                 | Дата спорудження (автор) | Охор. № та № у комплексі | Дата і № рішення                                      |
| Національного значення | Національного значення               | Національного значення | Національного значення   | Національного значення   | Національного значення                                |
| ---------------------- | ------------------------------------ | ---------------------- | ------------------------ | ------------------------ | ----------------------------------------------------- |
| 1                      | Хрестовоздвиженська церква (дер.)    | смт. Заболоття         | 1795 р.                  | 109/1                    | Постанова Ради Міністрів УРСР від 24.08.63 № 970      |
| 2                      | Дзвіниця Хрестовоздвиженської церкви | смт. Заболоття         | 1877 р.                  | 109/2                    | -//-                                                  |
| 3                      | Миколаївська церква (дер.)           | с. Тур                 | 1778 р.                  | 115/1                    | -//-                                                  |
| 4                      | Дзвіниця Миколаївської церкви (дер.) | с. Тур                 | 1778 р.                  | 115/2                    | -//-                                                  |
| 5                      | Михайлівська церква (дер.)           | с. Замшани             | 1809 р.                  | 1044                     | Постанова Ради Міністрів УРСР від 06.09.79 № 442      |
| 6                      | Церква Параскеви (дер.)              | с. Заліси              | 1794 р.                  | 1045                     | -//-                                                  |
| 7                      | Церква Різдва Богородиці (дер.)      | с. Здомишель           | 17 ст.,1784 р.           | 1046                     | -//-                                                  |
| 8                      | Успенська церква (дер.)              | с. Краска              | 1783 р.                  | 1047                     | -//-                                                  |
| 9                      | Церква Параскеви (дер.)              | с. Самари              | 1830 р.                  | 1048/1                   | -//-                                                  |
| 10                     | Дзвіниця церкви Параскеви (дер.)     | с. Самари              | 1876 р.                  | 1048/2                   | -//-                                                  |
|                        | Ансамбль Покровської церкви          | с. Велимче             |                          |                          |                                                       |
| 11                     | Церква Різдва Богородиці (дер.)      | смт. Ратно             | 18-19 ст.                | 232-м                    | Рішення виконкому обласної ради від 03.04.92 р. № 76  |
| 12                     | Покровська церква (дер.)             | с. Велимче             | 1661-1825 рр.            | 108-м/1                  | Рішення виконкому обласної ради від 27.08.90 р. № 187 |
| 13                     | Дзвіниця (дер.)                      | с. Велимче             | 1825 р.                  | 108-м/2                  | -//-                                                  |
| 14                     | Дзвіниця (дер.)                      | с. Гірники             |                          | 109-м/2                  | -//-                                                  |
| 15                     | Церква Іоанна Богослова (дер.)       | с. Заброди             | 2 пол. 17 ст.            | 110-м                    | -//-                                                  |
| 16                     | Михайлівська церква (дер.)           | с. Гута                | 1934 р.                  | 228-м                    | Рішення виконкому обласної ради від 03.04.92 р. № 76  |
|                        | Ансамбль Хрестовоздвиженської церкви | с. Датинь              |                          | 229-м                    | -//-                                                  |
| 17                     | Хрестовоздвиженська церква (дер.)    | с. Датинь              | 1860 р.                  | 229-м/1                  | -//-                                                  |
| 18                     | Дзвіниця (дер.)                      | с. Датинь              | 20 ст.                   | 229-м/2                  | -//-                                                  |
| 19                     | Воскресенська церква (дер.)          | с. Датинь              | 1856 р.                  | 230-м                    | -//-                                                  |
| 20                     | Каплиця (дер.)                       | с. Заброди             | поч. 20 ст.              | 231-м                    | -//-                                                  |
| 21                     | Успенська церква (дер.)              | с. Самари              | 1865 р.                  | 233-м                    | -//-                                                  |
|                        |                                      |                        |                          |                          |                                                       |

## Джерело
- [Архівовано 9 листопада 2016 у Wayback Machine.] Пам'ятки Волинської області